# Querfunk
Querfunk ist ein Freier Radiosender aus  Karlsruhe. Als Freies Radio versteht sich Querfunk als ein Sender zum Mitmachen ohne kommerzielle Interessen. Querfunk wurde 1993 als Initiative gegründet und sendet seit 1995 im Raum Karlsruhe auf der UKW-Frequenz 104,8 MHz. Als nichtkommerzieller Hörfunk bietet es verschiedenen lokalen Gruppen eine Plattform und sendet in verschiedenen Sprachen. 
Querfunk ist im Verbund mit den anderen baden-württembergischen Freien Radios in der Assoziation Freier Gesellschaftsfunk (AFF) organisiert. Auf Bundesebene ist es Mitglied des Bundesverbandes Freier Radios.
Auf dem Audioportal Freier Radios tauscht Querfunk Sendungen mit anderen Freien Radios (z. B. Radio Dreyeckland, FSK, Bermudafunk etc.) aus. 
Querfunk vergab in den Jahren 1998–2004 jährlich den Karlsruher Hörspielpreis an nichtkommerzielle Hörspiel- und Hörstückproduktionen.